# النيرب (إدلب)
النيرب بلدة في منطقة إدلب في محافظة إدلب في سورية. تقع شرق مدينة إدلب. بلغ عدد سكانها 2,675 نسمة في عام 2004 حسب إحصاء المكتب المركزي للإحصاء.